# Engina turbinella
Engina turbinella är en snäckart som först beskrevs av Kiener 1835.  Engina turbinella ingår i släktet Engina och familjen valthornssnäckor. Inga underarter finns listade i Catalogue of Life.